# Bogojinska resolucija
Bogojinska resolucija (tudi Bogojinska deklaracija) je bila resolucija z dne 29. avgusta 1926, s katero so se prebivalci Prekmurja izrekli za Slovence v luči vse večjih hrvaških apetitov po Prekmurju. Tako Slovenija kot Hrvaška sta bili takrat del kraljevine Srbov, Hrvatov in Slovencev, meje med posameznimi upravnimi regijami (takrat oblastmi; Prekmurje je skupaj z Medžimurjem spadalo v Mariborsko oblast), pa so bile le administrativne.